# HMS Spartan (95)
«Спартан» (95) (англ. HMS Spartan (95) — військовий корабель, легкий крейсер типу «Дідо» Королівського військово-морського флоту Великої Британії за часів Другої світової війни.